# Neurolepis mollis
Neurolepis mollis är en gräsart som beskrevs av Jason Richard Swallen. Neurolepis mollis ingår i släktet Neurolepis och familjen gräs. Inga underarter finns listade i Catalogue of Life.